# Edom
Der Name Edom (hebräisch אֱדוֹם) bezeichnet sowohl einen Stammesverband, der seit der späten Eisenzeit östlich der Jordansenke siedelte, als auch das von diesem bewohnte Land selbst (vgl. Idumäa) sowie seinen Stammvater Esau. Als Parallelbezeichnung wird Seir verwendet. Zusammen mit den Aramäern, Midianitern, Israeliten und Joktanitern werden die Edomiter zu den Hebräern gerechnet.

## Etymologie
Der Name Edom, hebräisch אֱדוֹם und אֱדֹם ʾᵆdōm, geht auf die Wurzel אדם ʾdm „rot sein“ zurück. Ursprünglich ist wohl „rote Erde“ gemeint, was vermutlich auf den markanten nubischen Sandstein des Gebirges östlich der Araba-Senke zurückgeht.
Assyrische Keilschrift-Quellen erwähnen Edom ab der Mitte des 8. Jahrhunderts v. Chr. als 𒌑𒁺𒈪 Udumi bzw. 𒌑𒁺𒈬 Udumu. Während die Septuaginta Εδωμ Edōm schreibt, lautet der griechische Namen sonst Ἰδουμαῖα Idumaîa.

## Geografie

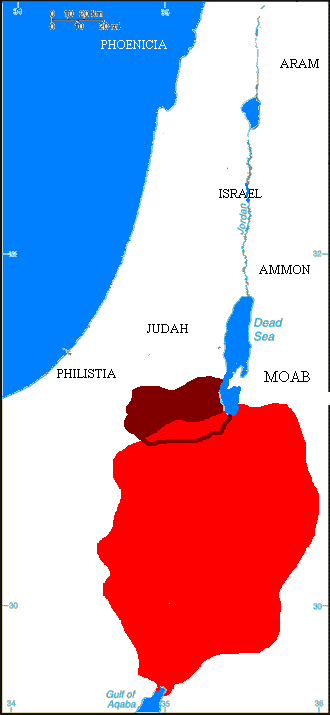
Das Königreich Edom bei seiner größten Ausdehnung (rot) und die ungefähre Ausdehnung Idumäas in der klassischen Zeit (dunkel)

In der Bibel werden Seir und Edom synonym verwendet. Dabei ist die Bezeichnung Seir früher bezeugt.
Edom liegt im Süden der Levante. Im 2. und 1. Jh. v. Chr. siedelte Seir zu beiden Seiten des Wādī l-‛Araba südlich des Wādī l-Ḥasā im Osten und dem unter ägyptischer bzw. judäischer Herrschaft stehenden Gebiet Kanaans im Westen. Die konkreten Grenzen unterlagen Schwankungen. Vermutlich wurden die Angehörigen Seirs ab dem Ende des 2. Jt.s von den Israeliten als „Söhne Esaus“ bezeichnet, nachdem sie sich am östlichen Bruchrand des Grabens des Wādī l-‛Araba ansiedelten. Hier ist der rote Sandstein zu finden, der Edom vermutlich den Namen gab, der in der Folgezeit zur Bezeichnung des Volkes und Staatswesens wurde.
Archäologische Erkenntnisse geben Rückschlüsse auf die Ausdehnung des Gebietes:
- Norden: Wādī l-Ḥesā (südliches Ende des Toten Meeres)
- Süden: Ras en-Naqb (Steilabfall des transjordanischen Tafellands zur Landschaft el-Ḥesmā), vermutlich bis zum Golf von Aquabe, manche Forscher vermuten eine Ausdehnung bis in den Ḥeǧāz
- Die Niederschlagsmenge lässt auf einen 10–25 km breiten Streifen der eisenzeitlichen edomitischen Siedlungen zwischen diesen Punkten schließen.

## Geschichte

### Zweites Jahrtausend
Der Amarnabrief Knudtzon Nr. 288 (Z. 26) aus dem 14. Jh. v. Chr. erwähnt „Länder von Šēru (Seir)“, die vermutlich im Süden an die ägyptische Provinz Kanaan anschlossen. Hier liegt wohl ein Hinweis auf eine interne Aufgliederung des Gebietes Seir vor. Unterstützt wird dies durch die von Ramses II. im Tempel in ‘Amāra West angebrachten großen Ortsnamenliste, die sechs territoriale Einheiten aufführt, die im „Š3św-Land“, also dem Nomadengebiet zwischen Ägypten und Kanaan, lokalisiert werden. Bereits ältere Inschriften verwenden dieselbe Vorlage wie Ramses, hier ist Seir zu ergänzen. Damit finden sich indirekte Belege für Sair mindestens in der 1. Hälfte des 14. Jh.s. Zweimal erhält Ramses II. den Titel „der das Gebirge (von) Seir (ḏw Ś‛r) geplündert hat“. Auch Papyrus Harris I berichtet von einem Feldzug nach Seir. Entscheidend für das Interesse der Ägypter am Gebiet Seirs war das Kupfer, das sie im Wādī l-‛Araba in großem Stil förderten und verhütteten. Dafür kooperierten sie mit den Einheimischen.
Der Name Edom erscheint erstmals 1216 v. Chr. im Papyrus Anastasi VI 51–61 in Verbindung mit Š3św-Sippen oder -Stämmen „von Edom“, die mit ihren Kleinviehherden in Ägypten Aufnahme gefunden haben und an den Wasserstellen des Amūntempellandes von Ikw (Sukkot) im Wādī Ṭumīlāt zugelassen werden. Da es sich um einen Musterbrief handelt, wird deutlich, dass Name und Vorgang als bekannt empfunden wurden.
Die Edomiter erscheinen hier als Nomaden, vermutlich wurden sie wie ihre Nachbarvölker im 12./11. Jh. sesshaft.

### Erstes Jahrtausend
Obwohl Dtn 2,12  behauptet, die Edomiter hätten bei ihrer Ansiedlung die horitischen Bewohner Seirs ausgerottet, widerspricht dem die horitische Genealogie in Gen 36 , die reale Stammesverhältnisse widerspiegelt.
Archäologische Funde beweisen, dass das edomitische Gebiet um die Wende vom 13. zum 12. Jh. nach umfassender Unterbrechung erneut besiedelt wurde. Der Besiedlungshöhepunkt liegt im 8.–6. Jh. (Eisenzeit IIC).
Die biblischen Erzählungen der Auseinandersetzung zwischen Edomitern und Israeliten während des Exodus sind literarische Konstruktionen, die einander widersprechen. Daher liegt als schriftliche Quelle für die Frühzeit Edoms primär die edomitische Königsliste in Gen 36,31–39  (1 Chr 1,43–51a ) vor. Diese geht auf eine alte, jedoch nicht einheitliche Tradition zurück und zählt acht Könige auf, die vor dem Königtum Israels herrschten. Zumeist werden Angaben über Residenz bzw. Herkunft gemacht. Vermutlich handelt es sich um lokale Herrscher vor der Entstehung eines edomitischen Einheitsstaats. Darauf deutet auch die Überschrift וְאֵלֶּה הַמְּלָכִים אֲשֶׁר מָלְכוּ בְּאֶרֶץ אֱדֹום wəʾēllæh hamməlāḵîm ʾᵃšær mālḵū bəʾæræṣ ʾᵆdōm „Und dies sind die Könige, die im Land Edom herrschten“ (nicht: „die Könige Edoms“). Nach Gen 36,31–39  teilen sich die „Söhne Esaus“ in zwei Stämme, die in einer genealogischen Fiktion von zwei Frauen Esaus abgeleitet werden, mit insgesamt neun oder zehn Tribus. Als Anhang werden drei weitere Stämme aufgeführt. Das Verhältnis der Stämmesysteme lässt sich nicht klären.
Eine genaue Darstellung der Geschichte Edoms ist jedoch nicht möglich. Die Bedrohung der israelitischen Stämme durch transjordanische Nomaden lässt sich mit der Notiz, Hadad I. habe im Gebiet Moab die Midianiter geschlagen, synchronisieren. Jedoch lässt sich aus diesem isolierten Geschehen keine näheren Kenntnisse über Voraussetzungen und Folgen ableiten.

Um 1000 v. Chr. griff David nach der Konsolidierung seiner Herrschaft auch Edom an. Nach einer Schlacht im „Salztal“ (verm. der Nordteil des Wādī l-‛Araba) annektierte er das Gebiet. Damit wollte er vermutlich die transjordanische Handelsroute in größtmöglichem Umfang kontrollieren. Es bleibt offen, ob es sich bei Edom in der Zeit bereits um einen monarchisch verfassten Einheitsstaat handelte. Bei Hadad III. kann es sich um einen Abkömmling einer lokalen Herrscherfamilie handeln. Die Ägypter zogen ihn am Hof auf und verheirateten ihn mit einer Schwester der Königin. Dies deutet darauf hin, dass man sich von ihm Einflussmöglichkeiten in Israel und Edom erhoffte. Nach dem Tod Davids führte Hadad III. eine wohl wenig erfolgreiche Guerilla gegen die Besatzungsmacht. Dennoch gelang es Salomo, den Hafen Eziongeber am Roten Meer, der unter der Verwaltung der Provinz Edom stand, für seine Handelsfahrten zu nutzen und Edom aus dem davidischen Reichsverband zu lösen. Mitte des 9. Jh.s hatte Josaphat einen Statthalter in Edom und nutzte ebenfalls den edomitischen Hafen. Erst unter Joram erlangten die Edomiter die Unabhängigkeit unter einem eigenen König. Vermutlich entstand erst jetzt der edomitische Einheitsstaat. Auch einzelne militärische Erfolge von Juda konnten die Selbstständigkeit Edoms nicht beenden.

Das Königreich Edom um 800 v. Chr. (unterhalb von Juda gelegen) und weitere geopolitische Kräfte- und Herrschaftszentren im Vorderen Orient

Zur Zeit des syrisch-ephraimitischen Krieges (734–732) fiel Elat an Edom. Die politischen Veränderungen, die sich seit der Mitte des 9. Jh.s in Syrien vollzogen (Auftreten der Assyrer, Umsturz in Aram-Damaskus und Israel) wurden nun auch in Edom spürbar. Anlässlich des Feldzugs Adadnārārīs III. gegen Damaskus (802 oder 796) zahlte Edom Tribut an Assyrien.
Aus der Zeit der assyrischen Vorherrschaft sind mehrere Könige Edoms namentlich bekannt, die Tribut zahlten, anstatt sich einem aussichtslosen Widerstand anzuschließen. Diese grundsätzliche Haltung änderte sich auch durch die Teilnahme an der palästinischen Koalition gegen Sargon II. nichts. Auch die Zeit unter der neubabylonischen Vorherrschaft ist davon geprägt. Dies verschaffte den Edomitern eine Zeit relativer Ruhe und Prosperität, während die meisten syrisch-palästinensischen Staaten ökonomisch und politisch ruiniert wurden. Archäologische Funde bestätigen ein Maximum der eisenzeitlichen Siedlungsdichte im 8.–6. Jh. Bozra war zu dieser Zeit die Hauptstadt Edoms. Lediglich einmal beteiligte Edom sich an Verhandlungen zu einer gegen Nebukadnezar II. gerichteten Koalition (4. Jh.). Edom beteiligte sich nicht am zweiten Aufstandsversuch Zedekias und vermutlich auch nicht an der babylonischen Eroberung Jerusalems.
In der exilisch-nachexilischen Prophetie kommt die Edomiterfeindschaft auf. Sie geht auf die Besetzung des Südens des judäischen Staatsgebietes durch die Edomiter zurück. Die Einzelheiten des Vorkommens lassen sich nicht klären. Epigraphisch bezeugen ihn zahlreiche edomitische Personennamen mit dem theophoren Element Qōs in aramäischen Ostraka der persischen Zeit aus Arad und Tell es-Seba‛ sowie in aramäischen und griechischen Inschriften der hellenistischen Zeit aus Marissa und Ḫirbet el-Qōm. Die Herausbildung des Territoriums Idumäa mit den Zentren Ador und Marissa ist darauf zurückzuführen. Durch Johannes Hyrkan I. wurden die Idumäer 129 v. Chr. zwangsweise judaisiert.
Über die weitere Geschichte des edomitischen Stammlandes östlich des Wādī l-‛Araba ist kaum etwas bekannt. Möglicherweise ließ Nabonid 533/52 Bozra belagern. In persischer Zeit liegen lediglich drei aramäische Ostraka des 5./4. Jh.s als sicher datierbare schriftliche Quellen vor. Diese Zeit konnte archäologisch bislang nur für Borza und Tell el-Ḫlĕfe bezeugt werden.
Vermutlich unterlag Edom in der ersten Hälfte des 5. Jh.s den Arabern, die aus der Syrischen Wüste ins Land drängten. Zwischen 500 und 450 v. Chr. ist für den Autor des Maleachibuches die Verwüstung Edoms eine Tatsache. Die Neubesiedelung durch die arabischen Nabatäer begann vermutlich um die Mitte des 3. Jh.s v. Chr.

## Kultur
Die edomitische Kultur ist wenig erforscht. Wahrscheinlich beruhte ihre Ökonomie auf Landwirtschaft und Handel. Die Lage Edoms an der transjordanischen Handelsstraße war dabei sicher von entscheidender Bedeutung. Bisherige Ausgrabungen zeigen kaum Unterschiede zwischen der Architektur Edoms und Palästinas. Die edomitische Keramik der Eisenzeit I ähnelt der transjordanischen und südpalästinischen Keramik. In der Eisenzeit II tritt ein- und mehrfarbige Bemalung und plastische Dekoration vor, später auch assyrische Einflüsse. Bei der edomitischen Schrift handelt es sich um eine Variante der nordwestsemitischen Konsonantenschrift. Bisher ist sie nur auf einigen Ostraka, Siegeln und Graffiti des 8.–6. Jh.s belegt. In dieser Periode steht sie deutlich unter aramäischem Einfluss. Die edomitische Literatur ist untergegangen. Auch im Alten Testament lassen sich keine Reste davon nachweisen.

## Religion
Auch über die Religion der Edomiter lässt sich wenig sagen. Ihr Nationalgott hieß Qaus, jünger Qōs. Ausgehend von den Personen und Stammesnamen in Gen 36 wurden daneben auch El und Hadad/Baal verehrt, sowie eine weibliche Gottheit. Seit dem 8. Jh. ist Qōs als theophores Element in edomitischen, judäischen, nabatäischen und altnordarabischen Personennamen belegt. Selbstständig erscheint der Name lediglich in einem edomitischen Graffito aus Buṣēra (7. Jh.) nabatäischen Inschriften in dem ihm geweihten Tempel von Ḫirbet et-Tannūr und in Boṣra im Hauran. Gemäß der Weihung eines Adlerreliefs in Boṣra handelte es sich bei Qōs um einen Himmelsgott. Aus den Epiklesen in Personennamen kann erschlossen werden, dass man ihm Erhabenheit, Stärke und Königtum, Güte und Erbarmen zuschrieb und ihn mit Lichterglanz und Blitz in Zusammenhang brachte. Letzteres deutet darauf hin, dass es sich ursprünglich um einen Wettergott (Hadad-Typus) handelte. Es lässt sich nicht klären, ob Josephus’ Nachricht, dass die Vorfahren des Idumäers Kostobaros Priester des Κωζε Kōze (altarabischer Wettergott Quzaḥ), gewesen seien, als dessen Bogen der Regenbogen galt. Die späten Belege für Qōs gehen vermutlich auf die ungünstige Quellenlage zurück. Sein Fehlen in der Onomastik der edomitischen Frühzeit bleibt auffällig.
Im Heiligtum in Ḥorvat Qitmit fanden sich unter anderem Fragmente zahlloser anthropomorpher und theriomorpher Terrakottafigurinen, von einer Massebe, von einem Sphingen, von Kultständern und von Teilen von (Götter-)Statuen. Vermutlich lebte die altkanaanäische Religion in Edom in regionaler Ausprägung lange fort.
Zudem deutet eine Inschrift aus dem 13. Jahrhundert darauf hin, dass JHWH zuerst in der Region Seirs verehrt wurde. Eine genaue Verbindung zwischen den Edomitern und JHWH ist jedoch unklar.

## In der Literatur
Edom wird in der Literatur mehrfach als Synonym für das Christentum verwendet – so beispielsweise in Lion Feuchtwangers Jud Süß: „Die Bosheit der Frevler ist groß, die Tücke Edoms hebt sich mächtig auf gegen Israel.“ Auch Heinrich Heine nutzt den Begriff Edom in seinem Gedicht An Edom! sowie in seiner Erzählung Der Rabbi von Bacherach als Synonym für die christliche Mehrheitsgesellschaft.
In seinem Gedichtband Was noch blieb von Edom benutzt der rumäniendeutsche Dichter Horst Samson den Begriff Edom im Sinne von Staat, Vaterland, Land der Väter, in dem die Diktatur wütet, alles zerstört und die Menschen zur Flucht treibt, was zur feinsinnigen poetischen und metaphorischen Überhöhung Edoms als „innere Heimat“ führt, die Emigranten und Flüchtlinge als wichtiges virtuelles Gepäck für ewig mit sich schleppen.